# Římskokatolická farnost Černovice
Římskokatolická farnost Černovice je územním společenstvím římských katolíků v rámci pelhřimovského vikariátu českobudějovické diecéze.

## O farnosti

### Historie
Ves Černovice existovala zřejmě již ve 12. století. Plebánie je prvně písemně doložena v roce 1365. V letech 1484–1490 byl kostel filiální k bývalé farnosti Dobešov, zrušené v roce 1821, jejímž farním kostelem byl kostel svatého Martina a Tobiáše v Dobešově. Nejstarší dochované matriční knihy jsou z roku 1647, původně gotický kostel Povýšení svatého Kříže byl barokně přestavěn v roce 1737 a znovu opravován po požáru v roce 1796. Patrová barokní fara čp. 84 byla přestavěná na počátku 19. století a v roce 1857. Roku 1824 byla místní farnost povýšena na děkanství.  Z děkanů jsou známi:
- P. Jiří Souček (* 4. dubna 1790 Žirovnice, kněžské svěcení 8. září 1816, † 5. února 1873 Černovice), rada biskupské konzistoře,[7] děkanem v Černovicích již 1866,[8] roku 1872 odešel na odpočinek[9]
- P. Ferdinand Hazuka (* 21. května 1835 Soběslav, kněžské svěcení z rukou Valeriána Jirsíka 17. června 1859, † 1918[10]), biskupský notář a vikariátní sekretář,[6] spoluzakladatel a první starosta hasičského sboru v Černovicích. Ve farnosti začal působit v roce 1861 jako kaplan,[11] v roce 1872 se stal jejím administrátorem,[8] o rok později děkanem[12] a působil zde až do roku 1906, kdy odešel na odpočinek.[13] Za jeho působení zde jako kaplan od roku 1886 sloužil P. Alois Zachariáš (* 19. června 1862, kněžské svěcení 19. července 1885),[6][14] od roku 1905 pak P. Karel Balík
- P. Karel Balík (* 20. ledna 1875 Vosná † 7. srpna 1930 Praha),[15] od roku 1905 kaplan, od 1906 administrátor,[6] děkanem do roku 1930,[16] náboženský spisovatel a beletrista

Titul děkanství byl později z názvu farnosti vypuštěn, ovšem pokud by do farnosti byl ustanoven farář (a nikoliv pouze sídelní administrátor), náležel by mu titul děkana.
Dne 31. prosince 2019 byly původně samostatné farnosti Lidmaň a Křeč v rámci reformy církevní správy zrušeny a jejich území byla připojená k černovické farnosti.

## Duchovní správa
Farnost má sídelního duchovního správce, který je zároveň ex currendo administrátorem farnosti Věžná v pelhřimovském vikariátu a farnosti Choustník v táborském vikariátu.
Správci farnosti:
- do 31. srpna 2017 R. D. Mgr. Jan Poul (* 2. března 1940)
- 1. září 2017 – 31. července 2024 R. D. Mgr. Augustin Ján Grambál, O.Praem (* 4. května 1972)
- od 1. srpna 2024 R. D. ThLic. Jarosław Józef Ścieraszewski (* 20. března 1965)[2]

Jáhnem farnosti je Bc. Josef Kubů.

## Kostely a kaple farnosti
| Fotografie | Kostel                           | Místo      | Bohoslužba                   | Bohoslužba                   | Poznámka          |
| ---------- | -------------------------------- | ---------- | ---------------------------- | ---------------------------- | ----------------- |
|            | Kostel Povýšení svtého Kříže     | Černovice  | neděle úterý pátek           | 8.00 18.00                   | farní kostel      |
|            | Kostel svatého Martina a Tobiáše | Dobešov    | nelze sloužit                | nelze sloužit                | zrušený kostel    |
|            | Kostel svatého Jakuba Staršího   | Křeč       | neděle čtvrtek               | 9.30 18.00 (v létě)          | filiální kostel   |
|            | Kostel Narození Panny Marie      | Lidmaň     | lichá sobota v měsíci        | 17.00 v zimě 18.00 v létě    | filiální kostel   |
|            | Kaple svatého Jana Nepomuckého   | Lidmaň     | neslouží se                  | neslouží se                  | kaple z roku 1874 |
|            | Kaple svatého Josefa             | Lidmaňka   | neslouží se pravidelně       | neslouží se pravidelně       | kaple             |
|            | Kaple                            | Střítež    | neslouží se pravidelně       | neslouží se pravidelně       | obecní kaple      |
|            | Kostel svaté Anny                | Svatá Anna | 1× ročně (poutní), jinak ne. | 1× ročně (poutní), jinak ne. | filiální kostel   |
|            | Kaple                            | Svatá Anna | neslouží se pravidelně       | neslouží se pravidelně       | obecní kaple      |
|            | Kaple                            | Vlčeves    | neslouží se pravidelně       | neslouží se pravidelně       | obecní kaple      |
|            | Kaple                            | Vlkosovice | neslouží se pravidelně       | neslouží se pravidelně       | obecní kaple      |